# Pedro Conde
Pedro Conde, nascido Pietro Conde (Itália, 1922 – São Paulo, 27 de setembro de, 2003), formado em Direito na Faculdade de Direito da Universidade de São Paulo, foi um destacado banqueiro brasileiro. Era filho de Francisco Conde, imigrante italiano que fundou em 1929 a Casa Bancária Conde & Cia. e, em 1939, o Banco de Crédito Nacional, quando Pedro tinha 17 anos. Em 1944, Pedro Conde formou-se em Direito na Faculdade de Direito do Largo de São Francisco, da USP. Em 1953, com a morte do pai, assumiu o comando do banco. Nos anos 80 foi um dos mais ativos investidores das bolsas brasileiras. Foi o primeiro banco privado a abrir uma agencia em New York, dirigida então pelo seu Diretor de Câmbio, renomado profissional Pedro Trabbold Jr. de Em 1997 vendeu o seu banco – o Banco de Crédito Nacional – para o Bradesco: ficou ainda no conselho do banco, mas faleceu alguns anos depois.